# Centrolabrus exoletus
De Centrolabrus exoletus (rotslipvis) is een straalvinnige vis uit de familie van de lipvissen (Labridae) en behoort derhalve tot de orde van de baarsachtigen (Perciformes). De vis kan een lengte bereiken van 18 cm. De hoogst geregistreerde leeftijd is zes jaar.

## Leefomgeving
Centrolabrus exoletus is een zoutwatervis. De vis prefereert een gematigd klimaat en leeft hoofdzakelijk in de Atlantische Oceaan.

## Relatie tot de mens
Centrolabrus exoletus is voor de visserij van geen belang. In de hengelsport wordt weinig op de vis gejaagd. De soort kan worden bezichtigd in sommige openbare aquaria.